# Colloque Walter Lippmann
Le colloque Walter Lippmann est un rassemblement de 26 économistes et intellectuels libéraux organisé à Paris du 26 au 30 août 1938. S’il y fut discuté de la capacité du libéralisme à faire face aux problèmes de l’époque, c’est aussi une des premières fois où les participants s’interrogèrent pour savoir s’il convenait de conserver le mot « libéralisme » ou bien d’adopter celui de « néo-libéralisme ». Pour François Bilger, le colloque Walter Lippmann « peut être considéré comme l’acte de naissance officiel du nouveau libéralisme ». 

## Présentation
Le colloque, qui se tenait au Musée social, fut organisé par Louis Rougier. Il convient toutefois de ne pas minimiser le rôle de Louis Marlio, un patron de l’industrie de l’aluminium, qui s’est également beaucoup impliqué dans ce projet. Pourquoi ce colloque ? Deux faits sont certains : d'une part, la parution de la traduction française la Cité libre (The Good Society), le livre de Walter Lippmann, dont l'intérêt a suscité le colloque, d'autre part la présence de Lippmann à Paris durant l’été 1938. Pour le reste, il y a eu très vraisemblablement un faisceau de causes qui ont conduit à organiser ce colloque. Dans une perspective française, il est possible que les ambitions de Rougier aient joué un rôle. Toutefois l’environnement international de l’époque est aussi un facteur important. Le libéralisme et d’une façon générale, les idées libérales au sens large, sont à cette époque extrêmement menacés ce qui explique très certainement la très grande diversité des participants. Le totalitarisme progresse alors partout. Peu de temps avant le colloque, l’Autriche a été absorbée par le régime nazi lors de l’Anschluss le 12 mars 1938. Près d’un quart des participants (dont de nombreux Autrichiens) ont dû fuir leurs pays. Dans les autres pays, le libéralisme est également très menacé par le planisme alors très en vogue. Dans son livre la Cité Libre, Lippmann craint ce qu’il appelle le collectivisme progressif, c’est-à-dire d’une certaine façon que des pays, de compromis en compromis, soient pris dans un engrenage conduisant au totalitarisme. Toutefois, il ne croit pas que le libéralisme soit exempt de tout reproche. Aussi, après une première journée consacrée aux discours de Louis Rougier et de Walter Lippmann et à une discussion pour savoir s’il convient de conserver le mot « libéralisme » ou d’en adopter un autre tel que « néo-libéralisme », les trois jours suivants du colloque sont consacrés à réfléchir sur la façon dont le libéralisme pourrait apporter des réponses adaptées à l’époque. La dernière journée est employée à l’élaboration d’un agenda, véritable feuille de route du libéralisme. Il ne s’agit pas à proprement parler d’une rénovation ou une reconstruction du libéralisme, mais plutôt d’une base minimale de grands principes structurants auxquels l’ensemble des participants sont susceptibles d’adhérer avec plus ou moins d’enthousiasme.

## Discours d’ouverture et réflexion sur le nom

### Rénovation ou reconstruction du libéralisme?
Dans son discours d'inauguration, Louis Rougier critique tant la gauche que la droite et dénonce le totalitarisme et l'intervention de l’État dans l’économie, déclarant : « Le drame moral de notre époque, c’est l’aveuglement des hommes de gauche qui rêvent d’une démocratie politique et d’un planisme économique sans comprendre que le planisme implique l’État totalitaire. Le drame moral de notre époque, c’est l’aveuglement des hommes de droite qui soupirent d’admiration devant les régimes totalitaires, tout en revendiquant les avantages d’une économie capitaliste, sans se rendre compte que l’État totalitaire dévore la fortune privée, met au pas et bureaucratise toutes les formes d’activité économique du pays ».
En fait, quand on lit les discours d’ouverture du colloque de Rougier et de Lippmann, la différence d’objectif est palpable. Lippmann insiste sur la nécessité de « trouver un terrain commun de défense contre la volonté de domination des États totalitaires». Sur ce point, il est en empathie avec Hamilton Fish Armstrong (1893-1973), une de ses connaissances, rédacteur en chef de la revue Foreign Affairs qui a écrit en 1937 un livre intitulé  We or They: Two Worlds in conflict. De là il semble qu’il soit enclin à chercher un compromis politique viable, une sorte de programme commun à tous ceux qui refusent les totalitarismes. Il est d’autant plus disposé à cela que pour lui le libéralisme s’inscrit dans la continuité de la culture occidentale alors que le totalitarisme marque une rupture avec elle.  
Alors que Lippmann adopte une stratégie d'expert visant à faire adopter par le plus grand nombre de partenaires possibles quelques grandes idées structurantes qu'ils pourront après décliner en fonction de leur sensibilité, Rougier se place dans une stratégie moins consensuelle de lutte à la fois contre la gauche et la droite ce qui l’enferme dans une problématique politicienne franco-française dont on peut penser, au vu de la suite de la carrière de Rougier, qu’elle est sans issue. Par ailleurs, là où Lippmann parle de reconstruction du libéralisme, Rougier préfère utiliser le terme rénovation. Pour Gaëtan Pirou il y a dans le terme rénové une plus grande acceptation du libéralisme traditionnel que dans le terme reconstruction.

### Libéralisme ou néo-libéralisme quel mot employer?
À Baudin qui voudrait que soit adopté le mot « individualisme » au lieu du mot « libéralisme », José Castillejo rétorque que libéralisme est un mot espagnol qui veut dire libération contre l’absolutisme. Il rappelle que quand le mot fut inventé au XIXe siècle, « libéral était alors le contraire de servile ». Deux participants semblent vouloir adopter le mot « néo-libéralisme » : Marlio et surtout Detœuf. À Jacques Rueff qui est contre l’adjonction du suffixe néo, il réplique : « à mon sens, le mot libéralisme est devenu équivalent de manchestérien. Or, nous ne sommes pas tous des manchestériens. L’idée de justice coexiste chez certains d’entre nous avec celui de liberté et les différencie des libéraux manchestériens. La fin du libéralisme, c’est pour moi la fin du régime qui admet comme intangible le dogme du « laissez-faire, laissez-passer » ; or l’abandon de ce régime n’est point la fin du libéralisme tel que le conçoit M. Lippmann ».  Finalement si de façon formelle, ils ne tranchent pas entre les mots « libéralisme » et « néo-libéralisme », la lecture du texte laisse à penser que ce dernier terme l’a emporté implicitement. Louis Marlio s’est opposé également à Jacques Rueff qui avait qualifié le programme de Lippmann de « politique libérale de gauche » et qui aurait voulu adopter cette expression, parce que pour lui la couleur politique ne devait pas intervenir.

## Les débats sur les causes du déclin du libéralisme
Plusieurs séances vont être consacrées à examiner les raisons pouvant expliquer le déclin du libéralisme dans l’entre-deux guerres. Usuellement les séances d’une demi-journée débutent par un exposé d’un des participants avant de se poursuivre par un débat. 

### Le déclin du libéralisme est-il dû à des causes endogènes?
Tout d’abord Rougier va poser deux questions (séance du samedi 27 août au matin) auxquelles les participants vont tenter de répondre : « le déclin du libéralisme est-il inévitable, par suite de la tendance à la concentration des entreprises, des capitaux et à la formation des entreprises ; de la substitution du capitalisme des grandes unités au capitalisme atomistique ? La concentration économique est-elle nécessaire à l’évolution économique ou le résultat du privilège juridique ?». Pour Ludwig von Mises, les monopoles ne résultent pas du libre jeu du marché, mais sont la conséquence des interventions de l’État et de l’introduction de mesures protectionnistes qui ont morcelé le système économique en une multitude de marchés distincts où la production excède la demande. Pour lui, l’État ne doit surtout pas intervenir pour rétablir la concurrence car c’est lui le responsable de la constitution de grandes unités à tendance monopolistiques. Auguste Detœuf ne nie pas la responsabilité de l’État dans le processus de concentration économique mais, pour lui, Mises se trompe sur le sens de l’intervention de l’État. En effet, si ce dernier a dû intervenir, c’est que le libéralisme manchestérien (terme utilisé alors pour désigner un libéralisme de laissez-faire) a « conduit à une situation telle que tout le monde s’est trouvé plus ou moins ruiné ou sans travail ». Pour Marlio, les concentrations s’expliquent par le fait que les grandes entreprises ont seules les moyens financiers de soutenir des efforts de recherche qui améliorent la productivité. Lippmann souligne l’importance de lois permettant la création de sociétés à responsabilité limitée dans le processus d’élargissement des firmes.

### Le libéralisme et l'économie de guerre
La séance du samedi 27 août après-midi est consacrée à débattre du « libéralisme  et [de l’] économie de guerre ». Le sujet est alors incontestablement d’actualité. L’exposé introductif sera le fait de Stefan T. Possony, un jeune économiste autrichien qui concevra plus tard l’Initiative de Défense Stratégique (IDS) que lancera le président Reagan. Il vient alors de publier un livre intitulé en français L’économie de la guerre totale et en allemand Die Wehrwirtschaft des totalen Krieges où il s’oppose à la théorie de la Wehrwirtschaft développée par les économistes militaires allemands. Ce système qui tend à mettre l’économie au service de l’armée lui semble moins adapté que l’économie libérale à l’économie de guerre pour plusieurs raisons : manque d’ouverture extérieure, capital moins abondant et gaspillages. Les gaspillages sont d'autant plus importants que cette forme d’économie dirigée veut disposer de capacités productives adaptées à ce qu’elle pense nécessaire si la guerre intervenait ; or, précisément, pour lui, le progrès technique rend quasiment impossible la prévision de ce qui sera vraiment nécessaire.

### Le libéralisme et le nationalisme économique
La séance du dimanche 28 août au matin est consacrée au thème « libéralisme et nationalisme économique ». Mises et Rueff croient que le problème vient de la difficulté qu’ont les gens à comprendre le libre-échange. Ludwig von Mises rappelle qu’en 1918, à la dissolution de l’Autriche-Hongrie, certains se demandaient comment les Autrichiens allaient pouvoir s’approvisionner en charbon et il rappelle qu’ils l’ont fait, comme ils l’avaient toujours fait, en l’achetant. Le fait qu’ils l’achètent dans leur pays ou à l’étranger ne changeant rien à l’opération économique. Detœuf est plus dubitatif et note que les hommes sont mus aussi par des passions sentimentales dont le nationalisme est un élément.

### Le libéralisme et la question sociale
Ce thème est abordé le dimanche 28 août après-midi. Jacques Rueff intervient et pose deux questions : le libéralisme est-il capable de remplir ses tâches sociales ? Peut-il assurer un minimum vital pour tous ? S’il répond positivement à ces questions, c’est que pour lui le système libéral est le mieux à même d’assurer l’équilibre entre l’offre et la demande. Il attribue l’insécurité que les gens connaissent dans les années trente aux déséquilibres économiques qui, pour lui, résultent de la conférence de Gênes de 1922 au cours de laquelle les pays auraient distendu « les liens par lesquels le régulateur monétaire exerce son action ». Marlio et Lippmann plaident eux pour que les souffrances des personnes qui subissent les ajustements du système soient prises en charge par la collectivité. 

### Les problèmes architectoniques
Les questions de fond quant à l’architectonique du laissez-faire seront abordées aux séances du lundi 29 août. Le ton dominant du colloque est assez clairement opposé au libéralisme « manchestérien » ou de laissez-faire. En cela, il est en phase avec le livre La cité libre qui a servi de support à ce colloque. Sur ce thème Alexander Rüstow et Michaël Polanyi vont développer une argumentation différente et d’une certaine façon complémentaire de celle de Lippmann. À la question « pourquoi l’humanité s’est brusquement détournée du libéralisme en « manifestant à son endroit une violente antipathie ? » Alexander Rüstow répond que la solution à cette énigme n’est pas une question purement économique, mais tient au fait que le libéralisme a sécularisé au XVIIIe siècle « une croyance d’origine théologique remontant, par-delà le Portique, à Héraclite, en la raison divine du monde, invisible et inconnue, agissant derrière le dos des intéressés comme une loi naturelle, raisonnable et salutaire. Par suite de la survivance de cette croyance théologique, on considéra les lois du marché (d’après l’équation deus sive natura) comme des lois naturelles et divines, auxquelles on conféra la même dignité et la même universalité que celles des mathématiques ». Pour Alexander Rüstow, cette croyance aboutit à faire croire que la coïncidence entre l’intérêt particulier et l’intérêt général était automatique, alors qu’il ne « vaut que dans les limites de la libre concurrence des prestations et, par conséquent, que dans la mesure où l’État, chargé de la police du marché, veille à ce que les agents économiques observent exactement ces limites ». D’un point de vue sociologique, pour lui ce libéralisme, qui suppose que les individus suivent rationnellement leurs intérêts, ne tient pas compte de la partie irrationnelle des relations humaines et notamment de la volonté d’intégration dans un corps social. Toutefois, il convient de noter que les remèdes envisagés par Rustöw se situent plutôt du côté d’une société hiérarchisée que d’une société démocratique. «  Au lieu notamment, écrit-il, de remplacer l’échelonnement artificiel et forcé de la seigneurie féodale par l’échelonnement volontaire et naturel  de la hiérarchie, on jeta le bon et le mauvais… ». 
Michaël Polanyi reprend et complète cette argumentation de base de Rustöw en se focalisant sur les limites de la théorie utilitaire. En effet pour lui la maximisation de l’utilité ne conduit pas forcément au contentement. En prenant appui sur des expériences de Pavlov, il montre que pour être heureux il ne suffit pas d’avoir ce qu’il faut, il est aussi nécessaire de comprendre un minimum le monde dans lequel nous vivons, d’avoir des repères. Pour lui, dans le libéralisme de la « main invisible », l’individu est « frustré de son sens social ; il est plongé dans la perplexité en ce qui concerne l’étendue de ses devoirs sociaux».

## L'agenda du libéralisme
C’est Walter Lippmann qui va exposer l’agenda du libéralisme sur lequel les participants se prononceront. Il n’est pas impossible que ce texte ait fait l’objet de négociations hors séance. Notons ici que dans son livre la Cité Libre, il existe aussi un agenda du libéralisme dont Commager remarque qu’il ressemble étonnamment à celui du New Deal de Franklin Delano Roosevelt. Toutefois entre les deux versions exposées par Lippmann, il y a des divergences qui tiennent au fait qu’il faut passer des compromis et que, par là même, l’agenda du colloque se doit d’être plus ramassé, plus focalisé sur des grands principes interprétables en fonction de contextes particuliers.
Dans le point 1, il est affirmé que «  le libéralisme économique admet comme postulat fondamental que seul le mécanisme des prix fonctionnant sur des marchés libres permet d’obtenir une organisation de la production susceptible de faire le meilleur usage des moyens de production et de conduire à la satisfaction maxima des désirs des hommes. » 
Le point 2 insiste sur le lien existant entre libéralisme économique et politique en rappelant que les « positions d’équilibre qui s’établissent sur les marchés sont affectées » par le régime juridique qui dépend de l’État. La majorité des participants tient à bien souligner le lien qu’il y a entre libéralisme politique et économique. La proposition de Louis Baudin de renoncer au mot libéralisme pour adopter le terme individualisme sera rejetée, car pour Louis Marlio elle aurait trop fait pencher la balance du côté économique. Il insiste au contraire sur la nécessité d’« associer le mot politique au mot économique. » 
Le point 3 précise que « le libéralisme politique tient pour un postulat essentiel que le régime juridique doit être décidé en vertu d’une procédure préétablie, impliquant l’élaboration de la loi au cours d’un débat représentatif. Les solutions appliquées à des cas particuliers doivent résulter de normes générales, elles-mêmes préalablement établies »
Le point 4 ouvre le champ sous certaines conditions à des  interventions sociales.  « L’objectif du régime juridique, est-il écrit, est d’assurer le maximum d’utilité de la production sous les réserves que peuvent déterminer d’autres fins sociales. Ces fins doivent être choisies par la procédure démocratique et, si elles ne tendent pas au maximum d’utilité, le système libéral exige que le choix d’autres fins soit conscient. » 
Le point 5 a trait au rôle de l’État. Ici, Walter Lippmann a certainement obtenu des concessions de Ludwig von Mises et de Jacques Rueff en obtenant que soient financés par l’impôt des assurances sociales et des services sociaux. 
Le dernier point, le sixième, résume plus ou moins l’ensemble.  « Ainsi donc, quoique le libéralisme ait pour postulat fondamental la régularisation de la production par le mécanisme des prix sur le marché, le régime que nous souhaitons reconnaît :
- A.	Que les prix du marché sont affectés par le régime de la propriété et des contrats
- B.	Que l’utilité maxima est un bien social, mais n’est pas nécessairement le seul qui doive être recherché
- C.	Que, même lorsque la production est régie par le mécanisme des prix, les sacrifices qu’implique le fonctionnement du système peuvent être mis à la charge de la collectivité. En ce cas, le transfert doit être fait non par des méthodes indirectes, mais en pleine lumière, et le sacrifice demandé à la collectivité doit être expressément et consciemment consenti[11] »

## Quelles suites?
Le colloque se conclut sur la décision de former un Centre International d’études pour la Rénovation du libéralisme (CIRL) qui restera très français et aura une certaine activité jusqu’au déclenchement de la Seconde Guerre mondiale. 
Il a servi, pour certains, de modèle à la création de la Société du Mont Pèlerin en 1947.

## Les participants
- Raymond Aron, philosophe français
- Roger Auboin, a été directeur de la Banque des règlements internationaux
- Louis Baudin, 1890-1960, professeur d'économie à la Sorbonne
- Marcel Bourgeois
- José Castillejo, 1877-1945, juriste et pédagogue espagnol
- John Bell Condliffe, 1891-1981, Professeur à la London School of Economics puis à U.C.Berkeley.
- Auguste Detœuf, 1883-1947, polytechnicien et industriel, a fait partie de la mouvance du Redressement français.
- Friedrich Hayek, économiste et philosophe autrichien de l'école autrichienne d'économie, professeur d'économie à la London School of Economics, auteur de La Route de la servitude et « prix Nobel » d'économie 1974.
- Michael Angelo Heilperin, enseignant à l'IUHEI de Genève
- Bruce Hopper, 1892-1973, soviétologue et professeur de science politique à l'Université Harvard
- Bernard Lavergne, professeur à l'Université de Lille, proche du mouvement coopératif et de Charles Gide.
- Walter Lippmann, journaliste et intellectuel américain
- Etienne Mantoux, 1913-1945, écrivain français au journal britannique The Guardian, jeune diplômé de l'École Libre de Sciences Politiques et de la London School of Economics, fils de Paul Mantoux codirecteur avec William Rappard de l'IUHEI.
- Robert Marjolin, 1911-1986, professeur d'économie
- Louis Marlio, 1878-1952, polytechnicien docteur en droit et industriel. Il a été dans la mouvance du Redressement français.
- Ernest Mercier, 1878-1955, polytechnicien et industriel, il a créé en 1925, le Redressement français.
- Ludwig von Mises, économiste autrichien de l'école autrichienne d'économie, auteur de L'Action humaine, traité d'économie
- André Piatier, universitaire. Il a écrit, en 1939, un livre intitulé L'Économie de guerre critique envers Stefan T. Possony.
- Michaël Polanyi, 1891-1976, polymathe, frère de Karl Polanyi
- Stefan T. Possony, économiste et stratège
- Wilhelm Röpke, universitaire et théoricien de l'ordolibéralisme
- Louis Rougier, universitaire, professeur de philosophie
- Jacques Rueff, économiste et conseilleur de Charles de Gaulle
- Alexander Rüstow, universitaire et théoricien de l'ordolibéralisme
- Alfred Schütz, 1899-1959, philosophe des sciences sociales
- Marcel van Zeeland, a été longtemps secrétaire général de la banque des règlements internationaux. Un proche d'un homme politique belge de premier plan Paul Van Zeeland